# Darrell Green
Darrell Ray Green (Houston, Texas, 15 de febrero de 1960) es un exjugador de fútbol americano. Jugó en la posición de cornerback en la National Football League para los Washington Redskins desde 1983 hasta 2002. Es ampliamente considerado como uno de los mejores cornerbacks en la historia de la liga. Green fue elegido al Salón de la Fama del Fútbol Americano Profesional en 2008. 
Green fue apodado "The Ageless Wonder" por sus compañeros y los medios de comunicación por su habilidad de mantener un alto nivel de juego competitivo a lo largo de toda su carrera. Green también fue conocido por su velocidad y siempre fue uno de los jugadores más veloces en toda la historia de la NFL.
En la lista de los 100 mejores jugadores de la historia de la NFL de noviembre de 2010, Green fue ubicado como el séptimo mejor DB de todos los tiempos.

## Primeros años
Green nació en Houston, Texas y asistió a la escuela Jesse H. Jones High School.  en su estancia en esa escuela, fue seleccionado como All-State en atletismo y un All-City en fútbol americano a nivel de high school.

## Carrera universitaria
Green asistió a Texas A&I University donde participó en fútbol americano universitario y atletismo.  Terminó su Bachelor of Science en el St. Paul's College en Lawrenceville, Virginia.

### Fútbol americano
En 1982, Green fue seleccionado por sus compañeros de equipo como capitán, fue nombrado como All-American, y fue el MVP en la Lone Star Conference.  Durante su último año, Green tuvo 56 tackleadas, cuatro intercepciones y dos regresos de punt para touchdowns.  Fue seleccionado al Lone Star Conference Team of the Decade de los años 1980.

### Atletismo
En atletismo, Green impuso numerosas marcas nacionales y de conferencia y se ganó diez certificados como All-America.  su primer encuentro atlético fue en 1982 en San Angelo, Texas, donde corrió en 10.08 segundos los 100 metros planos. Esa marca aún se mantiene como la mejor de la Lone Star Conference.
Los mejores tiempos de Green en toda su carrera universitaria fueron: 10.08 en los 100 metros, 20.48 en los 200 metro y 45.90 en los 400 metros.  Fue elegido como el atleta más valioso en los campeonatos de la Lone Star Conference en 1982 y 1983. Como estudiante de primer año, Green venció al futuro multimedallista olímpico Carl Lewis en los 100 metros planos. Lewis jamás se volvió a enfrentar a Green.

#### Marcas Personales
| Event      | Time (seconds) | Venue              | Date                |
| ---------- | -------------- | ------------------ | ------------------- |
| 50 metros  | 5.76           | Rosemont, Illinois | 15 de enero de 1983 |
| 100 metros | 10.08          | San Angelo, Texas  | 13 de abril de 1983 |
| 200 metros | 20.48          | Provo, Utah        | 2 de junio de 1982  |

## Carrera en la NFL
Green fue seleccionado en la primera ronda (28ª selección global) en el famoso draft de 1983 por los Washington Redskins. La primera vez que tocó el balón en un partido de pretemporada en contra de los Atlanta Falcons, regresó un punt 61 yardas para touchdown.  Durante su primer partido de temporada regular, hizo su primer gran jugada cuando evitó que el running back Tony Dorsett de los Dallas Cowboys anotara un touchdown.  Green fue titular entodos los 16 partidos de temporada regular durante su temporada de novato y finalizó como el cuarto lugar en tackleadas con 109 y fue lçider del equipo en tackleadas sin asistencia con 79.  Quedó en segundo lugar por el premio al Novato del año de la NFL de Associated Press.
Durante la temporada de 1987 (la cual fue acortada por una huelga de jugadores), los Redskins terminaron con marca de 11–4 y Green tuvo uno de sus mejores años. Tuvo el juego con más intercepciones en toda su carrera con tres en contra de los Detroit Lions el 15 de noviembre de 1987.  Dos de sus mejores juegos fueron en esa postemporada. Uno fue en el partido de playoff divisional de 1987 en contra de los Chicago Bears, donde regresó un punt para touchdown de 52 yardas para ganar el partido.  Durante esa jugada, se rompió el cartílago de una costilla, pero continuó jugando.  Entonces en el Partido de Campeonato de la NFC de 1987, en una crítica jugada de pase en cuarto down en la línea de gola casi al final del juego, Green evitó que Darrin Nelson de Minnesota pudiera atrapar un pase, asegurando la visctoria de los Redskins por marcador de 17-10 que les permitió llegar al Super Bowl XXII.
Green también tuvo buenas actuaciones en los años 1990s. En 1997, Green regresó una intercepción de 83 yardas para touchdown en contra de los Philadelphia Eagles, el cual fue el regreso de anotación más largo de su carrera.  entonces el 13 de diciembre de 1997, jugó en su partido número 217 de su carrera como Redskin, rompiendo la marca de Monte Coleman de más partidos dentro de la organización.  En un partido en contra de los Arizona Cardinals en 1999, logró la 50.ª intercepción de su carrera en contra de Jake Plummer en el FedExField.
En su último juego el 29 de diciembre de 2002, Green y los Redskins vencieron a los Dallas Cowboys 20-14 en el FedExField.  Durante ese juego, logró regresar un punt en una jugada "reversible" de Champ Bailey para 35 yardas lo cual ha sido la mayor ganancia de yardaje para cualquier jugador de su edad (42 años, 327 días).
Green se retiró en 2002 a los 42 años de edad, entonces el Redskin de mayor edad, habiendo jugado para seis entrenadores en jefe: Joe Gibbs, Richie Petitbon, Norv Turner, Terry Robiskie, Marty Schottenheimer y Steve Spurrier. Green y el liniero ofensivo de Los Angeles/St. Louis Rams Jackie Slater son los únicos jugadores en la historia de la NFL en jugar para el mismo equipo por 20 temporadas.
En esas 20 temporadas en la NFL, Green consiguió 54 intercepciones, las que regresó para 621 yardas y seis touchdowns.  También tuvo dos touchdowns más en regresos de intercepción en postemporada.  En tres ocasiones consiguió cinco intercepciones en una temporada (1984, 1986, 1991).  Green también devolvió 51 punts para 611 yards, recuperó 10 fumbles represándolos para 131 yardas y dos touchdowns. siempre fue un jugador muy sano ya que solo faltó a 25 partidos a lo largo de su carrera.
Green fue miembro del equipo de los Redskins que ganó dos Super Bowls, el XXII y el XXVI, y fue titular en el Super Bowl que perdieron en contra de Los Angeles Raiders, el Super Bowl XVIII.  Green consiguió una intercepción en el Super Bowl XXVI estableciendo la entonces marca de Super Bowl de regreso de un punt con un regreso de 34 yardas en el Super Bowl XVIII.
Green fue nombrado All-Pro en 1986, 1987, 1990 y 1991 y fue seleccionado a siete Pro Bowls.

## Honores
En 1999, aún estando en activo, Green fue ubicado como el número 81 en la lista de Sporting News de los 100 Jugadores Mas Grandes de Fútbol Americano.
Green ha recibido doctorados honorarios de la Marymount University en 1999, y del St. Paul's College y la George Washington University en 2002.
En 2004, Green fue elegido al Salón de la Fama del Fútbol Americano Universitario y fue seleccionado también al Salón de la Fama del Fútbol Americano Profesional el 2 de agosto de 2008. Entre los miembros selectos al Salón de la Fama en 2008, estuvieron su excompañero de equipo Art Monk y su exentrenador como cornerback Emmitt Thomas.
En 2024, Los exredskins retiraron el número 28 que portó Green durante más de 20 años.

## Vida personal
Green lleva un matrimonio de 23 años con su esposa, Jewell, y tiene tres hijos: Jerrell, Jared y Joi.
Jared juega con los Virginia Cavaliers.

### Marcas en la NFL
- Más temporadas con un mismo equipo (20); empatado con Jackie Slater.
- Más temporadas con un mismo equipo en una misma ciudad (20).
- Más temporadas consecutivas con por lo menos una intercepción (19).[4][8]
- El jugador más viejo con una ganancia de más de 35 yardas (regreso de punt), (42 años, 327 días)
- El cornerback más viejo de la NFL (42 años de edad).[8]
- El jugador más viejo con un regreso de intercepción para touchdown (37 años, 309 días).
- Mayor cantidad de partidos jugados por un jugador defensivo (295).

### Marcas con los Redskins
- Mayor cantidad de intercepciones en una carrera como profesional (54).[8]
- Mayor cantidad de partidos comenzados (258) y partidos jugados (295).[8]
- Mayor cantidad de partidos comenzados (258) y partidos jugados (295) por un defensive back.
- Mayor cantidad de temporadas consecutivas (20).[8]
- El regreso de fumble para touchdown más largo (78 yardas).[4][9]
- Mayor cantidad de intercepciones regresadas para touchdown en una temporada (6).[8]